# Eunoe purpurea
Eunoe purpurea är en ringmaskart som beskrevs av Treadwell 1936. Eunoe purpurea ingår i släktet Eunoe och familjen Polynoidae. Inga underarter finns listade i Catalogue of Life.